# Javory u obrázku
Javory u obrázku je pojmenování pro jeden javor mléč (Acer platanoides), původně pro čtveřici památných stromů javorů mléčů. Roste nad levým břehem Kosového potoka vlevo od silničky z Vysoké, části obce Stará Voda, do zaniklé osady Háj u Staré Vody v okrese Cheb v Karlovarském kraji. Vedle památného stromu stojí dřevěná boží muka – Steinmüllerův kříž z konce 18. století. Poprvé bylo seskupení uváděno v roce 1932 Schweinitzerem v soupisu významných stromů bývalého okresu Mariánské Lázně.
V prosinci 2016 byla rozhodnutím Městského úřadu Mariánské Lázně zrušena právní ochrana tří javorů ze skupiny. Důvodem pro zrušení a pokácení byla provozní bezpečnost, kdy i přes jejich ošetření přetrvával jejich špatný zdravotní stav. Následovala výsadba nových stromů.
Za památné byla skupina javorů vyhlášena v roce 2005 jako stromy významné vzrůstem a součást kulturní památky.

## Stromy vokolí
- Smrk pod Ovčím vrchem
- Borovice rumelská na Slatině
- Lípa u zámeckého pivovaru
- Dub u zámeckého statku
- Lípa v Salajně